# Marguerite Moreau
Pour les articles homonymes, voir Moreau.
 (novembre 2021).
Si vous disposez d'ouvrages ou d'articles de référence ou si vous connaissez des sites web de qualité traitant du thème abordé ici, merci de compléter l'article en donnant les références utiles à sa vérifiabilité et en les liant à la section « Notes et références ».
Marguerite Moreau, née le 25 avril 1977 à Riverside, en Californie, est une actrice américaine.

## Biographie
Elle a poursuivi ses études à l'université de Vassar et possède une licence de sciences politiques. Depuis 2009, Marguerite Moreau est membre de la troupe de théâtre Buffalo Blanc qui se produit à Los Angeles et dont le directeur artistique est Kerrie Keane.

## Filmographie

### Cinéma
- 1992 : Les Petits Champions (The Mighty Ducks) : Connie Moreau
- 1994 : Les Petits Champions 2 (D2: The Mighty Ducks) : Connie Moreau
- 1995 : Sauvez Willy 2 (Free Willy 2: The Adventure Home) : Julie
- 1996 : Les Petits Champions 3 (D3: The Mighty Ducks) : Connie Moreau
- 1997 : Des hommes d'influence (Wag the Dog) de Barry Levinson : Teenage Girl in Audience
- 1998 : Mon ami Joe (Mighty Joe Young) : Cabriolet Girl
- 2001 : Wet Hot American Summer : Katie
- 2001 : Rave Macbeth : Helena
- 2002 : Firestarter : Sous l'emprise du feu : Charlene "Charlie" McGee
- 2002 : La Reine des damnés (Queen of the Damned) de Michael Rymer : Jessica 'Jesse' Reeves
- 2003 : Two Days : Jennifer
- 2003 : Easy : Jamie Harris
- 2003 : Le Maître du jeu (Runaway Jury) de Gary Fleder : Amanda Monroe
- 2004 : Off the Lip : Kat Shutte
- 2008 : Les Intrus : Lee
- 2008 : Le Chihuahua de Beverly Hills (Beverly Hills Chihuahua) : Blair
- 2009 : Lightbulb : Cinda
- 2009 : Wake : Lila
- 2009 : Easier with Practice : Samantha

### Télévision
- 1991 : Les Années coup de cœur (The Wonder Years) (série télévisée) : Julie
- 1993 : La Famille Torkelson (Almost Home) (série télévisée) : Kimberly
- 1994 : Incorrigible Cory (Boy Meets World) (série télévisée) : Gail
- 1994-1995 : Petite Fleur (Blossom) (série télévisée) : Melanie
- 1994-1998 : Les Incroyables Pouvoirs d'Alex (The Secret World of Alex Mack) (série télévisée) : Libby
- 1995 : Amazing Grace (série télévisée) : Jenny Miller
- 1996 : La Famille du bonheur (Second Noah) (série télévisée) : Megan Robinson
- 1998 : Corruption (My Husband's Secret Life) (Téléfilm) : Eileen Sullivan
- 2002 : Firestarter : Sous l'emprise du feu (Firestarter 2: Rekindled) (Téléfilm) : Charlene "Charlie" McGee
- 2002 : Smallville (série télévisée) : Carrie Castle
- 2002 : The Locket (Téléfilm) : Faye Murrow
- 2004 : Helter Skelter (Téléfilm) : Susan 'Sadie' Atkins
- 2004 : Sucker Free City (Téléfilm) : Jessica Epstein
- 2004 : La Vie comme elle est (Life As We Know It) (épisodes 1 à 10) (série télévisée) : Monica Young
- 2005 : Newport Beach (série télévisée) : Reed Carlson
- 2005 : Killer Instinct (série télévisée) : Detective Ava Lyford
- 2005 : Lost (série télévisée) : Starla
- 2006 : What About Brian (série télévisée) : Suzanne
- 2007 : Ghost Whisperer (série télévisée) : Lisa Bristow
- 2008 : Life (série télévisée) : Betsy Bournes
- 2008 : Mad Men (série télévisée):Vicky
- 2009 : Monk (série télévisée) : Amanda Castle
- 2010 : Private Practice : Lynn Jarvis, la mère d'Evan/Porter
- 2010 : Parenthood : Katie
- 2010 : Brothers and Sisters : Ginny Lawford
- 2011 : Shameless (série télévisée) : Linda
- 2013 : Grey's Anatomy (Série TV) : Docteur Emma Marling
- 2015 : Wet hot American Summer, First day of camp (Mini-Série) : Katie
- 2017 : Ex-wife killer : Josy
- 2018 : Une nuit fatale pour ma fille (Téléfilm) : Beverly Bilson
- 2021 : Mighty Ducks : Game Changer : Connie Moreau